# ジェラール・ラトルチュ
ジェラール・ラトルチュ（フランス語: Gérard Latortue、1934年6月19日 - 2023年2月27日）は、ハイチの政治家、外交官。元国際連合職員、ハイチの外相（在任：1988年）、首相（在任：2004年3月12日 - 2006年6月9日）を歴任した。

## 生涯
1988年にセレスタン政権で外務大臣を務めた。退任後はマイアミで経営コンサルタントをしていたが、2004年2月にジャン＝ベルトラン・アリスティド大統領が追放されると、「賢人会議」によって暫定の新首相に据えられた。ラトルチュの政権はアメリカ合衆国、カナダ、欧州連合に承認されたが、キューバ、セントクリストファー・ネイビス、ジャマイカ、ベネスエラ、アフリカ連合には承認されなかった。グループ184 (Groupe 184) などのエリートはクーデタ及びラトルチュ政権を強く支持し、ラヴァラの家族 (FL) 支持者と看做されたシテ・ソレイユなどの住民を国連ハイチ安定化派遣団 (MINUSTAH) と協力し弾圧した。旧軍出身者による暴力もアリスティド支持者の若者によるギャング、シメール（怪物）のものとされ、前首相のイヴォン・ネプチーヌやジェラール・ジャン＝ジュスト、ロナルド・ドーファン (Ronald Dauphin) などを政治的に拘束した。
アムネスティ・インターナショナル、全米法律家ギルド (National Lawyers Guild) 、マイアミ大学法科大学院などによる調査も行われ、ハイチ警察の死の部隊による虐殺が報告された。ラジオ記者のアブディアス・ジャンが殺害され、APのジャン・リスティル、パシフィカラジオのケヴィン・ピナらが投獄された。
2006年ルネ・プレヴァルは後任の首相にジャック＝エドゥアール・アレクシを選んだ。ラトルチュはフランコフォニー国際機関の選挙監視団長となり、トーゴの国会議員選挙に派遣された。
2023年2月27日に88歳で死去。

## 脚註
1. ↑  益岡賢 訳「ハイチ：銃弾をこの手に握った 」/BILL QUIGLEY, "I Held the Bullet in My Palm", CounterPunch, October 22 / 24, 2004.
2. ↑  Amnesty International Report 2006 - Haiti
3. ↑  Summary Report of Haiti Human Rights Delegation—March 29 to April 5, 2004, National Lawyers Guild International committee: Haiti Subcommittee.
4. ↑  ハイチ : ジャーナリストの殺害を非難する、アムネスティ国際ニュース発表、2007年1月25日、AI Index: AMR 36/001/2007。
5. ↑  Eric Feise, Jeb Sprague, Persecuted Haitian Photojournalist Speaks Out: Jean Ristil & Cité Soleil, Upside Down World, Wednesday, 30 August 2006.
6. ↑  "Togo : Francophonie observers urge electoral commission to release results", African Press Agency, October 16, 2007.
7. ↑  "Paysage après la bataille (électorale)", Jeuneafrique.com, October 22, 2007 （フランス語）.
8. ↑  “Gérard Latortue, former interim Haitian premier, dies at 88”. The Washington Post. ワシントン・ポスト. (2023年2月27日) 2023年2月28日閲覧。

| 公職                      | 公職                         | 公職                                  |
| ------------------------- | ---------------------------- | ------------------------------------- |
| 先代 イヴォン・ネプチーヌ | ハイチの首相 2004年 - 2006年 | 次代 ジャック＝エドゥアール・アレクシ |